# 이필우 (1931년)
이필우(李弼雨, 1931년 9월 2일~2019년 4월 2일)는 대한민국의 정치인이다. 제11대 국회의원을 지냈다.

## 학력
- 고려대학교 경영대학원 졸업
- 서울대학교 행정대학원 졸업

## 경력
- 민주공화당 중앙위원, 서울강남지역 정화위원장
- 전국 웅변협회 총본부이사장
- 한국국민당 당무위원, 재정위원장
- 국회 국방위원회 간사, 교체위원회 간사, 예결위원
- 신동일건설주식회사 대표이사 회장
- 제11대 국회의원회 회장
- 충북도민회 중앙회 회장
- 경주이씨 중앙화수회 회장

## 역대 선거 결과
| 실시년도 | 선거  | 대수 | 직책     | 선거구 | 정당       | 득표수      | 득표율         | 순위       | 당락 | 비고 |
| -------- | ----- | ---- | -------- | ------ | ---------- | ----------- | -------------- | ---------- | ---- | ---- |
| 1981년   | 총선  | 11대 | 국회의원 | 전국구 | 한국국민당 | 2,147,293표 | \| \| 13.3% \| | 전국구 3번 |      | 초선 |
|          | 13.3% |      |          |        |            |             |                |            |      |      |

## 가족 관계
- 배우자: 도화수
  - 슬하: 이상수, 이상민, 이경희, 이진희